# Effeltrich
Effeltrich è un comune tedesco di 2 716 abitanti, situato nel land della Baviera.